# Ludomir Mazurkiewicz
Ludomir Mazurkiewicz (ur. 5 sierpnia 1870 w Łodzi, zm. 20 listopada 1935 tamże) – polski drukarz, właściciel łódzkiej drukarni, wydawca gazet i książek.  

## Życiorys
Syn Andrzeja i Agnieszki z Fubelów, żonaty z Marią Janowską. Twierdził, że ukończył trzy klasy Wyższej Szkoły Rzemieślniczej w Łodzi, lecz nie potrafił przedstawić władzom świadectwa. Od 13. roku życia pracował w łódzkich drukarniach. Początkowo był składaczem, a następnie kierownikiem technicznym w znanych łódzkich zakładach drukarsko-litograficznych Jana Petersilgego. W 1908 r. jako zarządzający obchodził tam jubileusz 25-lecia pracy zawodowej. Po likwidacji w 1910 r. działów typograficznego i litograficznego w tych zakładach, zwolnił się z pracy na zajmowanym stanowisku i postanowił założyć własną drukarnię.
23 stycznia 1910 r. złożył do władz gubernialnych w Piotrkowie podanie o zezwolenie na otwarcie własnego zakładu, i podał w nim, że jako kierownik drukarni prasowej „Lodzer Zeitung” zarabia 100 rubli miesięcznie i posiada własne mieszkanie oceniane na sumę 1 000 rubli. Miesiąc później koncesję otrzymał. 24 czerwca 1910 r. przystąpił do spółki z innym drukarzem Filipem Grapowem, zawierając umowę notarialną, zgodnie z którą każdy z nich wniósł 2 000 rubli kapitału. Wspólnicy otworzyli drukarnię na ul. Długiej 87 (obecnieul. Gdańska), tam do 1918 r. powstały 83 druki zwarte sygnowane „Grapow i Mazurkiewicz” (w tym 1910 r. poza akcydensami wydrukowano 4 druki zwarte). Drukarnia początkowo była wyposażona w jedną, a następnie w dwie „pośpieszne” maszyny drukarskie, jedną maszynę dociskową oraz jedną maszynę litograficzną, prasę przedrukową i odpowiedni zapas kamieni litograficznych. Były też tu komplety czcionek drukarskich do składania w języku polskim, rosyjskim i niemieckim. Zatrudnionych było średnio około 25 osób.
W dziale litograficznym drukowane były etykiety i opakowania na wyroby fabryczne, a także druki reklamowe w wielu kolorach i użytkowe dla przemysłu, handlu i rzemiosła. Znaczną część stanowiły druki akcydensowe, a wśród nich różnego rodzaju druki dla biur i urzędów, księgi handlowe i kupieckie, formularze, kwitariusze dla przemysłu, handlu i rzemiosła, blankiety rachunkowe i listowe, karty adresowe, zaproszenia, bilety wizytowe itp. 
Druki wykonane w tej drukarni cechowało stosowanie elementów zdobniczych ze składu i estetyczny układ kolumn. 
Część z tych druków mających charakter „sztuki drukarskiej” osobiście komponował i formował w składach zecerskich. 
Z publikacji o charakterze dziełowym można wymienić podręczniki szkolne, broszury popularne z zakresu przemysłu, handlu i rzemiosła, w mniejszym zakresie katalogi i kalendarze książkowe oraz druki urzędowe, a wśród nich: ustawy, statuty, sprawozdania, instrukcje itp.
W 1911 r. w tej drukarni został wydrukowany w języku niemieckim przewodnik po przemyśle łódzkim Führer durch die Lodzer Industrie o objętości 96 stron w nakładzie 400 egzemplarzy. W 1914 r. zakład wydrukował w dużym formacie mapę Królestwa Polskiego, a następnie dwa plany miasta Łodzi.
Działalność firmy była kontynuowana w czasie I wojny światowej i po jej zakończeniu.
W 1923 spółkę rozwiązano, a  swoją wcześniej uruchomioną drukarnię przy ul. J. Kilińskiego 93, wspólnie z trzema wspólnikami wnoszącymi kapitał, przekształcił w Spółkę z o.o. „Drukarnia Polska”. Spółka ta specjalizowała się w druku akcydensów, czasopism artystycznych, ilustracji w których sam Ludomir Mazurkiewicz stosował nowoczesny układ stron oparty na współczesnych mu wzorach estetycznych. 
Jego druki wyróżniały się starannością wykonania. Był prekursorem nowych układów graficznych z zastosowaniem czcionki maszynowej. Współpracował z artystami-grafikami: Karolem Hillerem i Władysławem Strzemińskim, realizując w swoich drukach zasady druku funkcjonalnego. Wydrukował m.in. 230 druków zwartych i 20 tytułów czasopism. 
W 1929 r. zakupiona została jedyna w Łodzi maszyna do składu - typograf. 
W 1936 r. drukarnia zajmowała szóste miejsce wśród największych drukarni w Łodzi. Wyposażona była w dwie maszyny płaskie, posiadała stereotypię, zecernię i introligatornię. Obrót firmy wynosił 60 000 zł przy 15 000 zł kapitału. Po jego śmierci spółką zarządzali pozostali współwłaściciele: Jan Ruszkowski, inż. Jan Ulcyski i Marceli Szulec. Procesowali się z wdową po zmarłym. 
11 sierpnia 1907 r. wspólnie z J. Pietruszewskim, K. Staszewskim i J. Nazarskim założył Związek Zawodowy Pracowników Drukarń. Zajmował się także pracą pedagogiczną szkoląc drukarzy w Publicznej Dokształcającej Szkole Zawodowej. Uczniowie tej szkoły praktyki zawodowe odbywali w jego drukarni. W 1911 r. był jednym z czterech sędziów jury konkursu graficznego dla drukarzy. 